# Matthew Busche
Matthew Busche (Wauwatosa, 9 de mayo de 1985) es un ciclista estadounidense.

## Trayectoria
Empezó a competir en agosto de 2009 con el equipo Kelly Benefit Strategies, y destaca terminando 5.º en el Campeonato de Estados Unidos en Ruta. Al año siguiente, ficha por el equipo Team RadioShack, creado por Lance Armstrong.
En diciembre de 2016 anunció su retirada a los 31 años de edad.

## Palmarés
2011
- 3.º en el Campeonato de Estados Unidos Contrarreloj
- Campeonato de Estados Unidos en Ruta

2015
- Campeonato de Estados Unidos en Ruta

## Resultados en Grandes Vueltas y Campeonatos del Mundo
| Carrera         | Carrera         | 2009 | 2010 | 2011  | 2012 | 2013 | 2014 | 2015 | 2016 |
| --------------- | --------------- | ---- | ---- | ----- | ---- | ---- | ---- | ---- | ---- |
|                 | Giro de Italia  | —    | —    | —     | —    | —    | —    | —    | —    |
|                 | Tour de Francia | —    | —    | —     | —    | —    | 98.º | —    | —    |
|                 | Vuelta a España | —    | —    | 113.º | —    | 64.º | —    | —    | —    |
| Mundial en Ruta | Mundial en Ruta | —    | —    | 157.º | Ab.  | Ab.  | —    | —    | —    |

—: no participa

Ab.: abandono

## Equipos
- Kelly Benefit Strategies (2009)
- Team RadioShack (2010-2011)
- RadioShack/Trek (2012-2015)
  - RadioShack-Nissan (2012)
  - RadioShack Leopard (2013)
  - Trek Factory Racing (2014-2015)
- UnitedHealthcare (2016)